# The Sting of Victory
The Sting of Victory è un film muto del 1916 diretto da J. Charles Haydon.

## Trama
Negli stati del sud, allo scoppio della guerra di secessione, il giovane David Whiting libera i suoi schiavi e passa al Nord mentre invece il fratello minore Walker si unisce ai confederati. Quando, alla fine della guerra, il giovane torna alla piantagione, viene accolto da tutti con estrema freddezza e considerato come un traditore. Nonostante ciò, David salva la famiglia dai debiti e libera Edith, la sorella, da un viscido corteggiatore. Ma non serve a nulla: sarà lasciato anche da Ruth, la sua fidanzata, che preferirà sposare Walker.

## Produzione
Il film fu prodotto dalla Essanay Film Manufacturing Company.

## Distribuzione
Il copyright, richiesto dalla Essanay Film Mfg. Co., fu registrato il 29 luglio 1916 con il numero LP8843.
Distribuito dalla V-L-S-E, il film uscì nelle sale cinematografiche statunitensi il 7 agosto 1916.